# Parc Avenue
Parc Avenue était un parc de loisirs construit sur le site d'un ancien aéroport sur la commune de Lanas, près d'Aubenas en Ardèche. 

## Histoire
Il ouvre en 1990 sous le nom d'Aérocity. Il était alors la propriété du département de l'Ardèche. Sa pièce maîtresse est un Breguet 941, utilisé comme salle de cinéma. Revendu en 1997, le parc a finalement fermé ses portes en 2002 à cause de problèmes de gestion et de sécurité.
Racheté par un ancien cadre du groupe Danone après six années d'abandon, le site a été remanié et a rouvert en mai 2008 sous le nom de Parc Avenue. En 2013, le parc réduit ses attractions et se recentre sur son espace aquatique, mais cette décision fait lourdement chuter la clientèle. De plus, de nombreux clients se plaignaient de tarifs excessifs, d'une propreté pas toujours exemplaire avec quelques problèmes en matière de sécurité[réf. souhaitée]. Finalement en décembre 2014, le parc annonce sa fermeture définitive.
Le site est depuis prisé par les amateurs d'urbex.

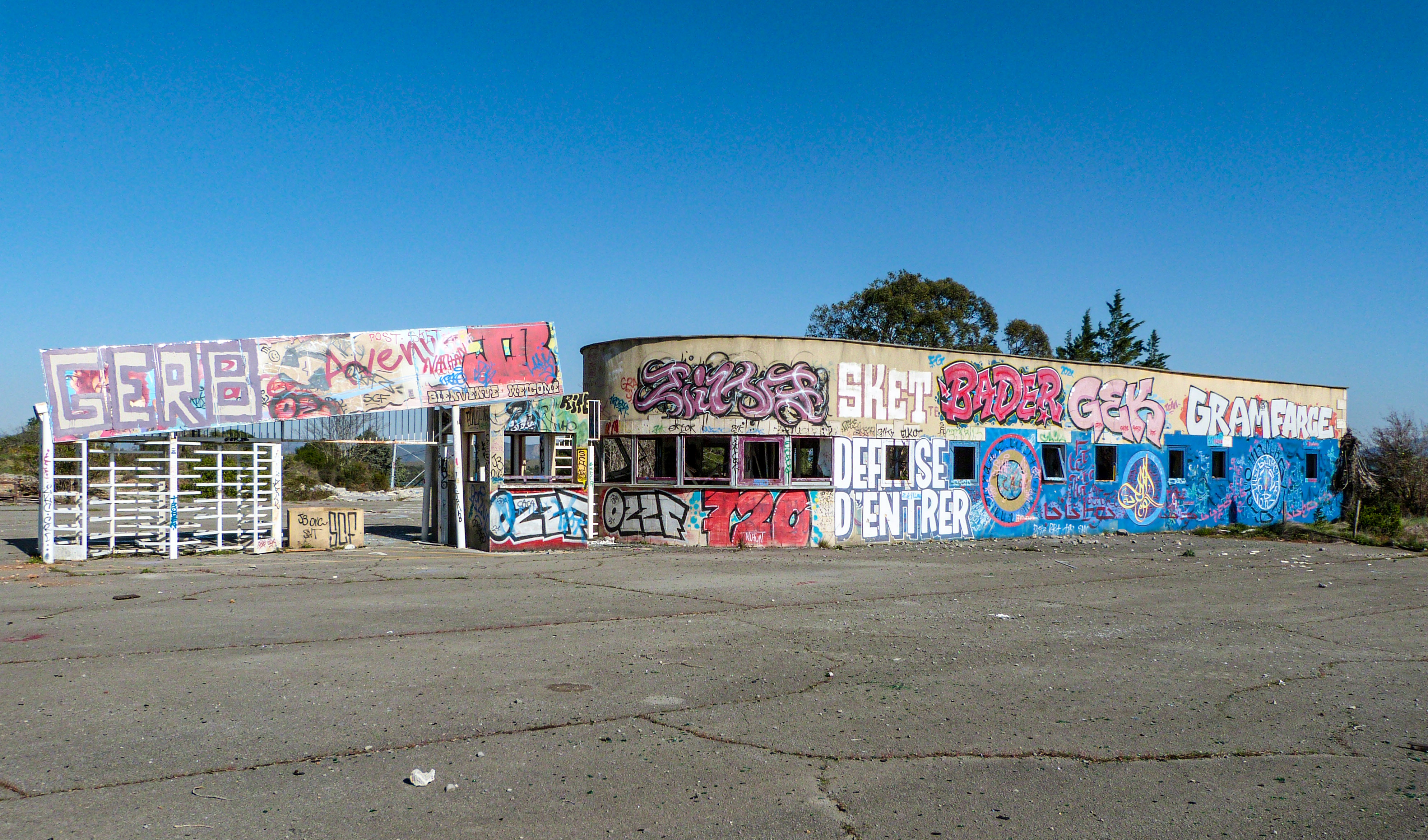
Entrée du parc.
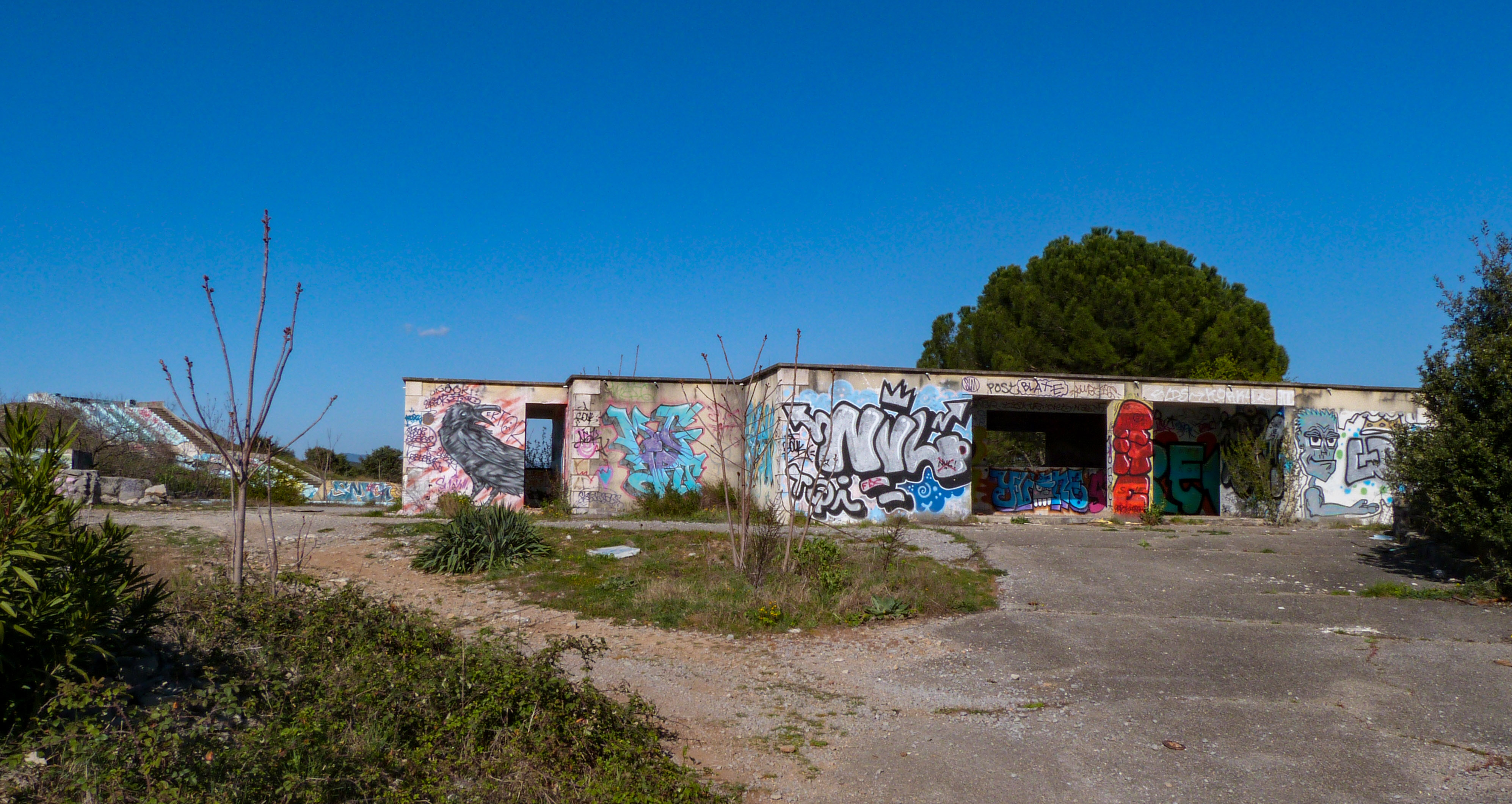
Sanitaires d'une zone aquatique.
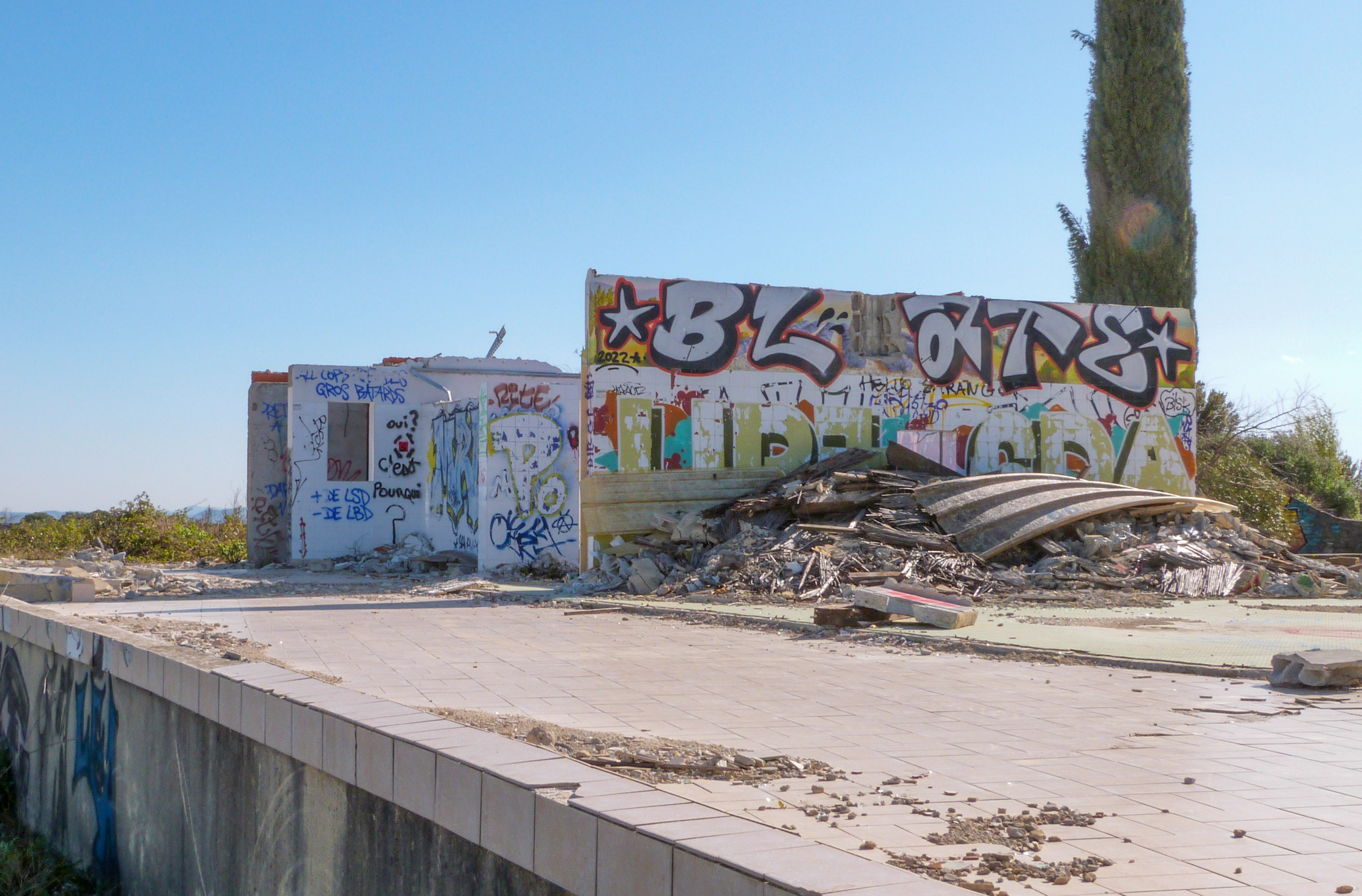
Sanitaires.
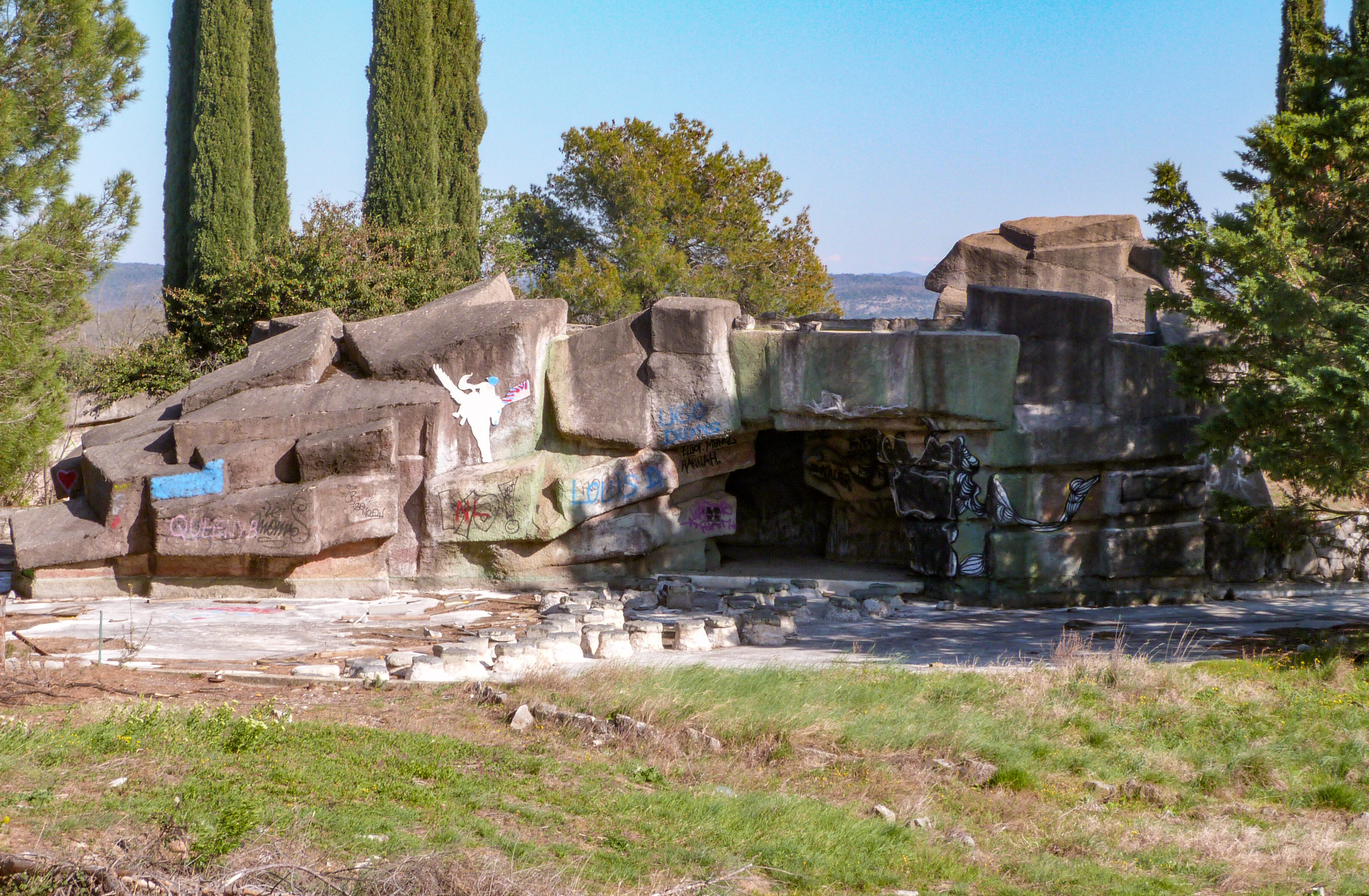
Reconstition d'une grotte et d'un bassin.

## Informations économiques
La société Family Loisirs, dirigée par Andre Monfredo, a été immatriculée en novembre 2007.
Au 30 septembre 2014, elle a réalisé un chiffre d'affaires de 148 900 € avec un résultat négatif de 374 700 €.
Le 24 novembre 2015, elle a été placée en liquidation judiciaire.

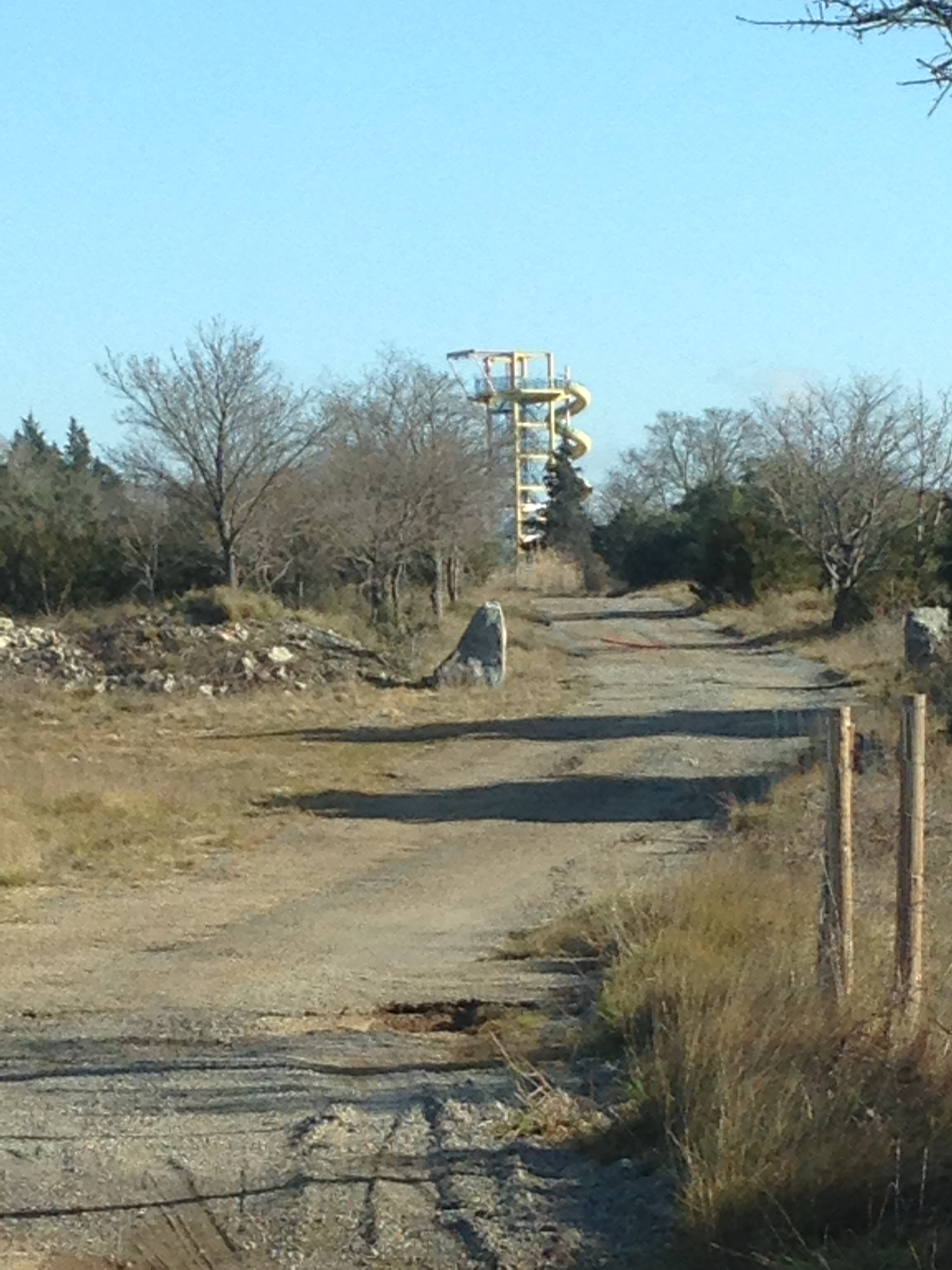
Vue du toboggan depuis la route.

## Vidéos présentant le parc
Deux vidéos, disponibles sur YouTube, permettent également de découvrir comment était le parc lors de sa réouverture au public ; la première à ses débuts, la seconde un an plus tard.
Première vidéo : "Ouvrir un camping ou un parc d'attractions, jackpot ou galère ?"
Seconde vidéo : "Ouvrir un camping ou un parc d'attractions, jackpot ou galère ? Un an après"